# Zsulavszky Zsigmond
Zsulavszky Zsigmond, Zsulvaszky Zsigmond Kajetán Tivadar (angolul: Sigismund Zsulavszky; Sigismund Zulavsky) (Abony, 1846. május 28. – Port Hudson, Louisiana, 1863. szeptember 16.) magyar származású amerikai katona, Kossuth Lajos unokaöccse. Az amerikai polgárháborúban az unionisták oldalán teljesített katonai szolgálatot közlegényként, majd alhadnagyként. Testvérei: Zsulavszky László, Zsulavszky Emil, Zsulavszky Kázmér.

## Életútja
Apja, a római katolikus nemesi származású idősebb Zsulavszky Zsigmond, anyja, a református Zsulavszkyné udvari és kossuthi Kossuth Emília, Kossuth Lajos harmadik nővére. Apja egy könnyelmű lengyel, aki elhagyta családját, s amíg velük volt, addig sem szolgált családja javára. Ifjabb Zsulavszky Zsigmond mindössze 14 éves volt, amikor 1860. június 19-én 43 éves édesanyja meghalt. Egy new hampshirei (Új-Anglia) család fogadta őt örökbe. 1861-ben beállt a 8. New Hampshire-i ezredbe, ahol közlegény volt. 1863 áprilisában bátyja, Zsulavszky László ezredébe, a 82. Néger Gyalog ezredbe került át, ahol alhadnagyi beosztást ért el. Amikor az alakulatot Louisiana államba vezényelték, hastífuszban megbetegedett, s 1863. szeptember 16-án Port Hudsonban elhunyt. Brooklynban, édesanyja mellé temették el. (A temető neve: The Green Wood Cemetery)

## Emlékezete
Megörökítették nevét a washingtoni Afroamerikai Polgárháborús Emlékmű talapzatán.